# Barbara Engelking
Barbara Teresa Engelking (ur. 22 kwietnia 1962 w Warszawie) – polska psycholog i socjolog. Profesor i kierownik Centrum Badań nad Zagładą Żydów Instytutu Filozofii i Socjologii PAN (IFiS PAN). W latach 2014–2018 przewodnicząca Międzynarodowej Rady Oświęcimskiej. Od 2022 członek korespondent Polskiej Akademii Nauk.

## Życiorys
Jest córką matematyka i tłumacza Ryszarda Engelkinga i Krystyny z Gajewskich (1936–2023) oraz siostrą etnolożki Anny Engelking. Od 1976 uczęszczała do VI Liceum Ogólnokształcącego im. Tadeusza Reytana w Warszawie. Maturę zdała w 1980. Podjęła studia na Wydziale Psychologii UW; magisterium uzyskała w 1988 na podstawie pracy Próba systematyzacji teorii wyjaśniających przyczyny antysemityzmu. Rozpoczęła studia doktoranckie i w 1993 uzyskała w IFiS PAN stopień doktora nauk humanistycznych w zakresie socjologii po obronie pracy doktorskiej pt. Doświadczenie Holocaustu i jego konsekwencje w relacjach autobiograficznych, przygotowanej pod kierunkiem Aldony Jawłowskiej-Konstanciak. W drugiej połowie lat 90. na różnych uczelniach, np. na Uniwersytecie Warszawskim i Akademii Teologii Katolickiej w Warszawie, prowadziła fakultatywne seminaria dotyczące historii Żydów warszawskich w okresie II wojny światowej. W 2002 uzyskała w IFiS PAN stopień doktora habilitowanego nauk humanistycznych w zakresie socjologii (specjalność: socjologia kultury) na podstawie rozprawy Getto warszawskie. Przewodnik po nieistniejącym mieście. W 2012 uzyskała tytuł profesora nauk humanistycznych.
W 2003 została zatrudniona w Centrum Badań nad Zagładą Żydów, jednostce naukowo-badawczej funkcjonującej w ramach IFiS PAN, której była współzałożycielką, uzyskując później stanowisko profesora i obejmując funkcję kierownika Centrum. W okresie 2015–2016 była naukowcem wizytującym w Jack, Joseph and Morton Mandel Center for Advanced Holocaust Studies przy Muzeum Holokaustu w Waszyngtonie.
Jej mężem był Michał Boni. 

## Zainteresowania badawcze
Według własnych deklaracji już podczas nauki w liceum zainteresowała się historią i kulturą Żydów; zainteresowania te w miarę możliwości starała się kontynuować podczas studiów. Podczas pracy doktorskiej zaczęła specjalizować się w badaniach dotyczących ocalałych z Holocaustu. Koncentruje się na losach Żydów polskich w okresie II wojny światowej. Jako psycholog zajmuje się przede wszystkim doświadczeniem prześladowań wśród ocalałych. Doświadczenia te usiłuje zrekonstruować na podstawie źródeł takich jak dokumenty urzędowe, archiwalia osobiste, wspomnienia i inne; analizuje również przekazy niekonwencjonalne, np. sny. W swoich badaniach dąży do przedstawienia mechanizmów, na zasadzie których Zagłada funkcjonuje w indywidualnej i zbiorowej pamięci Żydów; dotyczą one np. różnych psychologicznych strategii obronnych, stosowanych przez tych, którzy przeżyli wojnę.
Engelking wskazuje, że stara się nie ograniczać do perspektywy ofiar, ale odtwarza doświadczenie zagłady Żydów również analizując punkt widzenia „świadków i katów”. Jako psychologa interesują ją też wyzwania i dylematy moralne związane z Holocaustem. Zajmuje się także historią getta warszawskiego i jego życiem codziennym, oraz codziennością okupacyjnej Warszawy. W ostatnich latach Engelking skupia się na losach Żydów ukrywających się poza gettem ze szczególnym uwzględnieniem antysemickich postaw ludności polskiej i współpracy Polaków z władzami niemieckimi. Usiłuje też zrekonstruować psychologiczne i etyczne postawy Polaków oraz ustalić, jakie były „mechanizmy zachowania Polaków wobec Żydów”. Kolejny jej projekt badawczy dotyczy Żydów, którzy podczas wojny ratowali innych Żydów. W pracach o charakterze socjologicznym i historiograficznym specyfiką jej metodologii badawczej jest koncentracja na przekazach świadków i uczestników; niektórzy komentatorzy zaliczają ją do „szkoły polskiej”, zapoczątkowanej przez Znanieckiego i Chałasińskiego.

## Pełnione funkcje publiczne
Podczas kadencji 2012–2018 była członkiem Międzynarodowej Rady Oświęcimskiej, powoływanego przez premiera Polski ciała konsultacyjnego; jego zadaniem jest doradztwo w kwestiach dotyczących ochrony i zagospodarowania terenu muzeum Auschwitz oraz innych obiektów związanych z martyrologią Żydów. Od śmierci przewodniczącego Władysława Bartoszewskiego w 2014 Engelking pełniła funkcję przewodniczącej Rady. Po upływie kadencji w 2018 premier nie powołał nowych członków tej instytucji. W 2013 została powołana przez ministra kultury na członka Rady Programowej Żydowskiego Instytutu Historycznego. W 2017 była jednym ze współinicjatorów utworzenia Muzeum Getta Warszawskiego, aczkolwiek minister kultury nie powołał jej ani do dyrekcji muzeum, ani do Rady Muzeum.
Obecnie Engelking jest wspólnie z Jackiem Leociakiem opiekunem naukowym galerii Zagłada, jednej z ośmiu tematycznych ekspozycji składających się na stałą wystawę w Muzeum Historii Żydów Polskich Polin. Pełni też funkcję zastępcy redaktora naczelnego czasopisma naukowego „Zagłada Żydów. Studia i Materiały”. Jest członkiem organów nadzorczych i kierowniczych fundacji, które wspierają działalność różnych instytucji badających martyrologię Żydów: Fundacji Instytutu Filozofii i Socjologii PAN, Fundacji Ośrodka Karta oraz Fundacji „Edukacyjne Centrum Żydowskie w Oświęcimiu”. Engelking pełni również funkcję skarbnika Stowarzyszenia Centrum Badań nad Zagładą Żydów. W 2025 stanęła na czele rady Państwowego Muzeum Auschwitz-Birkenau.

## Publikacje
- Na łące popiołów. Ocaleni z Holocaustu, Wydawnictwo Cyklady, Warszawa 1993, ISBN 83-900592-2-3.
- Zagłada i pamięć (na podstawie rozprawy doktorskiej), Wydawnictwo IFiS PAN, Warszawa 1994, ISBN 83-87632-75-9.
- Doświadczenie czasu w sytuacji ostatecznej, [w:] „Kultura i społeczeństwo” 39/4 (1995), s. 145–165
- Czas przestał dla mnie istnieć... analiza doświadczania czasu w sytuacji ostatecznej, Wydawnictwo IFiS PAN 1996, ISBN 978-83-86166-49-7.
- Liberałowie są patriotami wolności, [w:] Elżbieta Tarkowska (red.), O czasie, politykach i czasie polityków, Warszawa 1996, ISBN 978-83-86166-64-0, s. 81–92
- Refleksje metodologiczne nad badaniami ocalałych z Holocaustu, [w:] „Ask: Research and Methods” 5–6 (1997), s. 39–51
- Holocaust and Memory: The Experience of the Holocaust and Its Consequences: An Investigation Based on Personal Narratives, London & New York 2002, ISBN 978-0-7185-0159-4.
- Psychological Distance between Poles and Jews in Nazi-occupied Warsaw, [w:] J. D. Zimmerman (red.), Contested Memories. Poles and Jews during the Holocaust and its Aftermath, New Brunswick 2003, ISBN 978-0-8135-3158-8, s. 47–53
- Reflections on the Subject of Polish-Jewish Relations During World War II, [w:] „Polish Sociological Review” 137 (2002), s. 103–107
- Getto warszawskie. Przewodnik po nieistniejącym mieście (wspólnie z Jackiem Leociakiem), Wydawnictwo IFiS PAN 2001, ISBN 978-83-876-3283-0, II wydanie rozszerzone 2013
- The Warsaw Ghetto. A Guide to the Perished City (wspólnie z Jackiem Leociakiem), Yale University Press 2009, ISBN 978-03-001-1234-4.
- Holocaust and memory, Leicester University Press, London & New York 2001, ISBN 978-07-185-0159-4.
- „Szanowny panie gistapo”: donosy do władz niemieckich w Warszawie i okolicach w latach 1940–1941, Wydawnictwo IFiS PAN, Warszawa 2003, ISBN 978-83-63444-38-9.
- Pamięć: historia Żydów polskich przed, w czasie i po zagładzie, pod red. nauk. Feliksa Tycha, Fundacja Shalom, Warszawa 2004, ISBN 978-83-901016-3-7.
- „…Zupełnie zdani jesteśmy na nich…”. Codzienność ukrywania się i relacje z gospodarzami na podstawie dziennika Feli Fischbein, [w:] „Zagłada Żydów. Studia i Materiały” 4 (2008), s. 144–169
- Israel Gutman, Barbara Engelking, O tym jak z wewnątrz warszawskiego getta patrzono na stronę aryjską z profesorem Izraelem Gutmanem rozmawia Barbara Engelking, [w:] „Zagłada Żydów. Studia i Materiały” 1 (2005), s. 230–233
- Feliks Tych, Barbara Engelking, O ukrywaniu się po „aryjskiej stronie” z Feliksem Tychem rozmawia Barbara Engelking, [w:] „Zagłada Żydów. Studia i Materiały” 1 (2005), s. 234–238
- Miłość i cierpienie w Tomaszowie Mazowieckim, [w:] Barbara Engelking, Jacek Leociak, Dariusz Libionka, Anna Ziębińska-Witek (red.), Zagłada Żydów. Pamięć narodowa a pisanie historii w Polsce i we Francji, Lublin 2006, ISBN 83-227-2432-2, s. 57–74
- Le conseil juif de Varsovie, [w:] „Revue d’Histoire de Shoah” 185 (2006), s. 145–174
- Prowincja noc. Życie i zagłada Żydów w dystrykcie warszawskim, red. wspólnie z Dariuszem Libionką i Jackiem Leociakiem, Wydawnictwo IFiS PAN – Centrum Badań nad Zagładą Żydów, Warszawa 2007, ISBN 978-83-7388-142-6.
- Żydowskie wspólnoty w przededniu wybuchu wojny, [w:] Barbara Engelking, Dariusz Libionka (red.), Prowincja noc. Życie i zagłada Żydów w dystrykcie warszawskim, Warszawa 2007, ISBN 978-83-7388-142-6, s. 23–38
- Kaufe Gold und nehme ‘Katzen’ auf (wspólnie z Anną Bikont), [w:] Barbara Engelking, Helga Hirsch (red.), Unbequeme Wahrheiten. Polen und sein Verhältnis zu den Juden, Frankfurt a/M 2008, ISBN 978-3-518-12561-8, s. 279–289
- Rada Żydowska a Zarząd Miejski Warszawy w latach 1939–1942, [w:] „Rocznik Warszawski” 36 (2008), s. 341–355
- Unbequeme Wahrheiten. Polen und sein Verhältnis zu den Juden (red. wspólnie z Helgą Hirsch), Frankfurt a/M 2008, ISBN 978-3-518-12561-8.
- Żydzi w powstańczej Warszawie (wspólnie z Dariuszem Libionką), Stowarzyszenie Centrum Badań nad Zagładą Żydów, Warszawa 2009, ISBN 978-83-926831-1-7.
- „We are competely dependent on them...” – relations between the helpers and the hiding as exemplified by Fela Fischbein’s diary, [w:] „Zagłada Żydów. Studia i Materiały” 6 (2010), s. 128–156
- Żydów łamiących prawo należy karać śmiercią! „Przestępczość” Żydów w Warszawie, 1939–1942 (wspólnie z Janem Grabowskim), Stowarzyszenie Centrum Badań nad Zagładą Żydów, Warszawa 2010, ISBN 978-83-926831-7-9.
- Jest taki piękny słoneczny dzień... Losy Żydów szukających ratunku na wsi polskiej 1942–1945, Stowarzyszenie Centrum Badań nad Zagładą Żydów, Warszawa 2011, ISBN 978-83-932202-1-2.
- Murdering and Denouncing Jews in the Polish Countryside, 1942–1945, [w:] „East European Politics and Societies” 25/3 (2011), s. 435–456
- Zarys krajobrazu. Wieś polska wobec zagłady Żydów 1942–1945 (wspólnie z Janem Grabowskim i Aliną Skibińską), Warszawa 2011, Stowarzyszenie Centrum Badań nad Zagładą Żydów, ISBN 978-83-63444-14-3.
- Jan Górnicki (Ber Oszer Weisbaum), Notatki, [w:] „Zagłada Żydów. Studia i Materiały” 8 (2012), s. 303–322
- Ewa Wiatr, Barbara Engelking, Alina Skibińska (oprac.), Archiwum Ringelbluma. Konspiracyjne Archiwum Getta Warszawy. Tom 13. Ostatnim etapem przesiedlenia jest śmierć. Pomiechówek, Chełmno Nad Nerem, Treblinka, Wydawnictwa Uniwersytetu Warszawskiego, Warszawa 2013, ISBN 978-83-235-1240-0.
- Źródło wszystkich źródeł. O czterech warszawskich tomach Archiwum Ringelbluma, [w:] „Zagłada Żydów. Studia i Materiały” 10 (2014), s. 943–953
- Tajemnica Hesi. Zapis emocji W świadectwach Zagłady, [w:] „Zagłada Żydów. Studia i Materiały” 10 (2014), s. 168–174
- «On ne veut rien vous prendre...Seulement la vie»: Des Juifs cachés dans les campagnes polonaises 1942–1945, Calmann Levy, Paris 2015, ISBN 978-27-021-5234-8.
- Pamiętnik dr. Chaima Einhorna, [w:] „Zagłada Żydów. Studia i Materiały” 11 (2015), s. 447–493
- Holocaust 1939–1944 (wspólnie z Jackiem Leociakiem), [w:] Barbara Kirshenblatt-Gimblett, Antony Polonsky, Dominika Gajewska (red.), Polin. 1000 Year History of Polish Jews, Warsaw 2014, ISBN 978-83-938434-5-9, s. 288–347
- Such a beautiful sunny day. Jews seeking refuge in the Polish countryside, 1942–1945, Jerusalem, Yad Vashem 2017, ISBN 978-96-530-8541-1.
- Mietek Pachter, Umierać też trzeba umieć... (oprac. i wstęp), Stowarzyszenie Centrum Badań nad Zagładą Żydów, Warszawa 2015, ISBN 978-83-634-4439-6.
- Adam Kamienny, Brandla Siekierka, Chajcia Goldsztejn z domu Bursztyn i Eli Goldsztejn, Sny chociaż mamy wspaniałe ... Okupacyjne dzienniki Żydów z okolic Mińska Mazowieckiego (oprac. i wstęp), Stowarzyszenie Centrum Badań nad Zagładą Żydów, Warszawa 2016, ISBN 978-83-634-4446-4.
- Mirka i Kopel Piżycowie, Po wojnie, z pomocą bożą, już niebawem … Pisma Kopla i Mirki Piżyców o życiu w getcie i okupowanej Warszawie (oprac. i wstęp), Stowarzyszenie Centrum Badań nad Zagładą Żydów, Warszawa 2017, ISBN 978-83-634-4449-5.
- Barbara Engelking, Jan Grabowski (red.), Dalej jest noc. Losy Żydów w wybranych powiatach okupowanej Polski, Stowarzyszenie Centrum Badań nad Zagładą Żydów, Warszawa 2018, ISBN 978-83-63444-60-0.
- Des rêves comme source pour l’histoire de l’Holocauste?, [w:] „Vingtieme siecle. Revue d’Historie” 139 (2018), s. 94–109
- Żydzi i komuniści w okupowanej Warszawie, [w:] „Zagłada Żydów. Studia i materiały” 14 (2018), s. 8–114
- Träume als historische Quelle in der Holocaustforschung, [w:] Ewa Kobylinska-Dehe, Pawel Dybel, Ludger M. Hermanns(inne języki) (red.), Im Schatten von Krieg und Holocaust, Einbeck 2019, ISBN 978-3-8379-2913-3, s. 53–68

## Nagrody i wyróżnienia
- nagroda miesięcznika „Nowe Książki” (wspólnie z Jackiem Leociakiem) za pracę Getto warszawskie. Przewodnik po nieistniejącym mieście (2002)[31]
- Nagroda im. Jerzego Giedroycia za pracę Getto warszawskie. Przewodnik po nieistniejącym mieście (2003)[32]
- Nagroda im. Karola Małcużyńskiego Stowarzyszenia Autorów ZAiKS za varsaviana (2003)
- Nagroda im. prof. Łukasza Hirszowicza „za całokształt twórczości poświęconej Zagładzie polskich Żydów” (2005)[33]
- Nagroda Jana Karskiego i Poli Nireńskiej (2013)[34]
- „Człowiek Roku 2018” w kategorii „O pamięć naszą i waszą” w plebiscycie czytelników „Gazety Wyborczej” (2019)[35]
- nagroda specjalna tygodnika „Polityka” (wraz z całym zespołem redakcyjnym) za kierowaniem pismem „Zagłada Żydów. Studia i Materiały” (2019)
- Medal Świętego Jerzego, przyznany przez „Tygodnik Powszechny” za „zmaganie ze złem i uparte budowanie dobra w życiu społecznym” (2019)[36]
- 12. miejsce na liście najbardziej wpływowych historyków i historyczek przygotowanej przez Academic Influence (2021)[37]
- Nagroda im. Stefanii Światłowskiej przyznaną przez jej macierzystą szkołę średnią „za piękne dzieło – troski i solidarności z ludzkim cierpieniem” (2022)[38]
- tytuł doktora honoris causa Uniwersytetu Telawiwskiego (18 maja 2023)[39]